# Edith Yorke
Pour les articles homonymes, voir Yorke.
Edith Murgatroyd — née le 23 décembre 1867 à Derby (Angleterre), morte le 28 juillet 1934 à South Gate (Californie) — est une actrice anglaise, connue sous le nom de scène d’Edith Yorke (parfois créditée Edithe Yorke).

## Biographie
Émigrée en 1902 aux États-Unis, où elle s'installe définitivement, Edith Yorke contribue ainsi à soixante-cinq films américains, majoritairement muets (dont quelques westerns), le premier sorti en 1919.
Suivent notamment The False Road de Fred Niblo (1920, avec Enid Bennett et Lloyd Hughes), Les Chevaux de bois d'Erich von Stroheim et Rupert Julian (1923, avec Norman Kerry et Mary Philbin), Le Bonheur en ménage de King Vidor (1924, avec Laurette Taylor et Pat O'Malley), ainsi que L'Intruse de Friedrich Wilhelm Murnau (1930, avec Charles Farrell et Mary Duncan).
Parmi ses quelques films parlants, citons Je suis un assassin de William K. Howard (en partie muet, 1929, avec Paul Muni et Marguerite Churchill) et Luxury Liner (en) de Lothar Mendes (avec George Brent et Zita Johann), son dernier film sorti en 1933, l'année précédant sa mort (en 1934, à 66 ans).

## Filmographie partielle
- 1920 : The Jailbird de Lloyd Ingraham : Mme Whitney
- 1920 : L'Eau qui dort (The Turning Point) de J.A. Barry
- 1920 : Love de Wesley Ruggles : la mère de Natalie et Beatrice
- 1920 : Le Secret des abîmes (Below the Surface) d'Irvin Willat : Martha Flint
- 1920 : The False Road de Fred Niblo : Mme Starbuck
- 1921 : Lèvres menteuses (Lying Lips) de John Griffith Wray : Me Prospect
- 1921 : Passing Through de William A. Seiter : Mme Harkins
- 1922 : One Clear Call de John M. Stahl : Mme Garnett
- 1922 : Step on It! de Jack Conway : Mme Collins
- 1922 : A Daughter of Luxury de Paul Powell : Ellen Marsh
- 1923 : The Fourth Musketeer de William K. Howard : Mme Tracy
- 1923 : Âmes à vendre (Souls for Sale) de Rupert Hughes : Mme Steddon
- 1923 : Les Chevaux de bois (Merry-Go-Round) d'Erich von Stroheim et Rupert Julian : Ursula Urban
- 1923 : Burning Woods de Stuart Paton : Mme Darby
- 1923 : Slippy McGee de Wesley Ruggles : Mme De Rance
- 1923 : L'Enfant de la balle (en) (Sawdust) de Jack Conway : Mme Nancy Wentworth
- 1923 : The Age of Desire de Frank Borzage : la grand-mère
- 1923 : Mothers-in-Law de Louis J. Gasnier : Mme Wingate
- 1923 : The Miracle Makers de W. S. Van Dyke : Mme Emma Norton
- 1924 : Le Bonheur en ménage (Happiness) de King Vidor : Mme Wreay
- 1924 : Riders Up d'Irving Cummings : la mère de Johnny
- 1924 : Le Prix de beauté (The Beauty Prize) de Lloyd Ingraham : Mme Du Bois
- 1924 : À bride abattue (The Tenth Woman) de James Flood : Mme Brainherd
- 1924 : Husbands and Lovers de John M. Stahl : Mme Stanton
- 1925 : Le Train de 6 heures 39 (Excuse Me) d'Alfred J. Goulding : Mme Temple
- 1925 : Sanderson le taciturne (Silent Sanderson) de Scott R. Dunlap : Mme Parsons
- 1925 : Blanco, cheval indompté (Wild Horse Mesa) de George B. Seitz : la grand-mère Melberne
- 1925 : Le Fantôme de l'Opéra (The Phantom of the Opera) de Rupert Julian : Mama Valerius
- 1925 : Seven Keys to Baldpate de Fred C. Newmeyer : Mme Quimby
- 1925 : Les Limiers (Below the Line) d'Herman C. Raymaker : Mme Cass
- 1926 : Rustling for Cupid d'Irving Cummings : Mme Blatchford
- 1926 : Le Dé rouge (Red Dice) de William K. Howard : Mme Garrison
- 1926 : Born to the West de John Waters : Mme Rudd
- 1926 : The Belle of Broadway d'Harry O. Hoyt : Mme Adèle
- 1926 : Oh What a Nurse! de Charles Reisner
- 1926 : Volcano de William K. Howard : Mère supérieure
- 1927 : The Western Whirlwind d'Albert S. Rogell : Mme Martha Howard
- 1927 : Sensation Seekers de Lois Weber : Mme Hagen
- 1928 : The Port of Missing Girls d'Irving Cummings : Mme Blane
- 1928 : Satan and the Woman de Burton L. King : Hetty Folinsbee
- 1929 : Fugitives de William Beaudine : Mme Carroll
- 1929 : The Love Racket (en) de William A. Seiter : Mme Pierce
- 1929 : Je suis un assassin (The Valiant) de William K. Howard : Mme Douglas
- 1929 : Roman vécu (Seven Keys to Baldpate) de Reginald Barker : Mme Quimby
- 1930 : L'Intruse (City Girl) de Friedrich Wilhelm Murnau : la mère de Lem
- 1932 : Si j'avais un million (If I Had a Million), film à sketches de James Cruze et autres : une résidente d'Idylwood
- 1933 : Luxury Liner de Lothar Mendes : Mme Webber